# Club Sporting Cristal
Club Sporting Cristal S.A. – peruwiański klub piłkarski z siedzibą w Limie.
Według szacunków prasowych, Cristal jest trzecim pod względem popularności klubem w Peru. Wyprzedzają go pod tym względem dwaj najwięksi stołeczni rywale – Universitario i Alianza.

## Historia
Klub założony został 13 grudnia 1955 po tym, jak właściciele firmy produkującej piwo Cristal kupili klub Sporting Tabaco.
W roku 1997 Sporting Cristal prowadzony przez urugwajskiego szkoleniowca Sergio Markariana dotarł na szczyty światowego futbolu – finał Copa Libertadores. W finale przeciwnikiem Sportingu był Cruzeiro EC. Po remisie w Limie 0:0, nikła przegrana 0:1 w Belo Horizonte pozbawiła peruwiańską drużynę trofeum. Był to największy sukces peruwiańskiego futbolu od czasu, kiedy to do finału Copa Libertadores dotarł Universitario Lima.
Klub przez lata oceniany był przez FIFA, jako drugi pod względem siły sportowej zespół w Peru, jednak w ostatnich latach umieszczny jest już na pierwszym miejscu. Spośród peruwiańskich klubów najczęściej startował w Copa Libertadores.
Cristal często oskarżany jest przez swych rywali, że nie szkoli swych własnych piłkarzy, lecz wykorzystuje pokaźne środki finansowe, które otrzymuje od potężnej firmy piwowarskiej, by kupować najlepszych graczy swych rywali (i to nie tylko dlatego, że ich potrzebuje, ale często tylko po to, by nie grali u konkurentów). Ponadto gra w klubie masa cudzoziemców i kilku obiecujących graczy z mniejszych klubów. Jednak, szczególnie w ostatnich latach, w klubie zaczynają się pojawiać także właśni wychowankowie.
Obecnie kilku wychowanków Sporting Cristal gra w reprezentacji Peru. Są to: bramkarz Erick Delgado, obrońcy Alberto Rodríguez, Eric Torres, Miguel Angel Villalta oraz José Alberto Moisela, pomocnicy Juan Cominges, Jorge Antonio Soto, Rayner Torres i Carlos Alberto Zegarra, oraz napastnicy Luis Alberto Bonnet, Sergio Leal, Israel Zuniga i młoda gwiazda – Freddy Barrios.
Ostatnio trenerami klubu byli Juan Carlos Oblitas i Paulo Autuori. W najbardziej obfitych w sukcesy latach 90. XX wieku prezydentem klubu był peruwiański producent filmowy Francisco Lombardi.
Obecnie pojawiło się wiele kontrowersji wokół klubu, a wśród kibiców panuje opinia, że klub nie jest prawidłowo zarządzany. Skarżą się, że trener zespołu Jose „Chemo” Del Solar kibicuje drużynie Universitario de Deportes i nie było dobrym pomysłem angażowanie go na stanowisko trenera zespołu. Obecny prezydent klubu – Diego Rebagliatti, grał w przez krótki czas w Cristal, ale też jest powiązany z konkurencyjnym Universitario, co mocno denerwuje kibiców Sporting Cristal.

## Osiągnięcia

### Krajowe
- Primera División

| zwycięstwo (18):     | 1956, 1961, 1968, 1970, 1972, 1979, 1980, 1983, 1988, 1991, 1994, 1995, 1996, 2002, 2005, 2012, 2014, 2016 |
| drugie miejsce (13): | 1962, 1963, 1967, 1973, 1977, 1989, 1992, 1997, 1998, 2000, 2003, 2004, 2015                               |

### Międzynarodowe
- Copa Libertadores

| zwycięstwo (0):     | –    |
| drugie miejsce (1): | 1997 |

## Słynni gracze
- Alberto Gallardo ( SE Palmeiras/ Cagliari Calcio)
- Julio César Uribe ( Udinese Calcio Udine)
- Nolberto Solano ( Newcatle United)
- Jorge Antonio Soto
- José Alberto Soto
- Roberto Palacios
- Miguel Rebosio
- Flavio Maestri
- Julinho
- Estanislao Struway
- Pedro Garay
- Julio Cesar Balerio
- Luis Alberto Bonnet
- Gabriel Costa
- Percy Olivares
- Pablo Zegarra
- Andrés Mendoza
- Henry Quinteros
- Anderson Cueto